# Антонюк, Людмила Семёновна
Людми́ла Семёновна Антоню́к (1921—2004) — советская и российская актриса театра и кино. Преподаватель ГИТИСа. Народная артистка РСФСР (1960).

## Биография
В 1944 году окончила актёрский факультет ГИТИСа, ученица М. М. Тарханова, В. В. Белокурова, В. И. Мартьяновой.
В 1944—1960 годах — артистка Таганрогского театра имени А. П. Чехова. Среди её работ этого времени роли в спектаклях: Ирина, Сарра и Нина Заречная («Три сестры», «Иванов» и «Чайка» А. П. Чехова); Элиза Дулитл («Пигмалион» Б. Шоу); Негина и Лидия Чебоксарова («Таланты и поклонники» и «Бешеные деньги» А. Н. Островского); Таня («Таня» А. Н. Арбузова); Валя («Русские люди» К. М. Симонова); Шура Азарова («Давным-давно» А. К. Гладкова).
С 1960 по 2000 годы Людмила Семеновна была артисткой Московского драматического театра имени Пушкина. Среди ролей, сыгранных ею на сцене Московского театра, работы в спектаклях: «Дама-невидимка» П. Кальдерона, «Столпы общества» Г. Ибсена, «Метель» Л. М. Леонова, «Незримый друг» Ю. А. Осноса, «Без вины виноватые» А. Н. Островского, «Пропасть» А. Лауринчюкаса и многие-многие другие.
В 1960 году ей было присвоено звание народной артистки РСФСР.
В 1970-е годы начинает преподавать в ГИТИСе, на кафедре сценической речи.
Ушла из жизни в 2004 году. Похоронена в Москве на Химкинском кладбище.

## Почетные звания и награды
- Заслуженная артистка РСФСР (4 ноября 1954)
- Народная артистка РСФСР (5 февраля 1960)

#### Таганрогский драматический театр имени А. П. Чехова
- «Три сестры» — Ирина
- «Иванов» — Сарра
- «Чайка» — Нина Заречная
- «Пигмалион» — Элиза Дулитл
- «Таланты и поклонники» — Негина
- «Бешеные деньги» — Лидия Чебоксарова
- «Таня» — Таня
- «Русские люди» — Валя
- «Давным-давно» — Шура Азарова
- «Вишнёвый сад» — Раневская

#### Московский драматический театр имени А. С. Пушкина
- «Дама-невидимка» — Инесса
- «Столпы общества» — Лона Хессель
- «Метель» — Зиночка
- «Без вины виноватые» — Кручинина
- «Незримый друг» — Надежда фон Мекк
- «Пропасть» — Марта
- «Луна в форточке» — Анна Францевна

### Роли в кино
- 1972 — День за днём — Анастасия
- 1972 — Нежданный гость — Нечаева
- 1973 — Ищу человека — мать Нины
- 1988 — Поджигатели — Галина Николаевна
- 1989 — Фанат — бабушка Гриши
- 1992 — Московские красавицы — бабушка Марии
- 2001 — Семейные тайны — эпизод
- 2002 — Виллисы — эпизод